# Imke Rust
Imke Rust, född i Windhoek, Namibia 1975, är målare, skulptör, grafiker, kurator och skribent. I sin konst behandlar hon ämnen som rasmotsättningar och politisk maktkamp. Hon drar paralleller mellan lokala frågor och större som USA:s krig i Irak och Afghanistan, Zimbabwes markexproprieringar och palestiniernas kamp för självständighet. Hon har haft utställningar i bland annat Namibia, Sydafrika, Tyskland, Italien, England och USA.
Rust studerade konst vid University of South Africa och arbetar sedan 2012 med jordkonst.
Imke Rust är född i Namibia men baserad i Tyskland.

## Priser och utmärkelser (urval)
- First Prize (Overall Winner) i Standard Bank Namibia Biennale 2005.
- Winner of the First Prize in the Painting category in the Standard Bank Namibia Biennale 2001.
- Winner of the Third Prize in the Sculpture category, National Ceramics Biennale 2001.